# Copa Asiática de Fútbol Playa
La Copa Asiática de Fútbol Playa es el torneo de fútbol playa más importante a nivel de selecciones nacionales en Asia y es organizado por la Confederación Asiática de Fútbol y es el torneo clasificatorio a la Copa Mundial de Fútbol Playa de FIFA, otorgando tres plazas directas para dicho torneo.

## Historia
El torneo fue creado en el año 2006 por mandato de la FIFA, donde dicha orden se daba porque cada confederación tenía que tener un torneo clasificatorio a la Copa Mundial de Fútbol Playa de FIFA luego que la FIFA organizara el torneo desde el año 2005.

## Palmarés
| Año                                  | Sede             | Campeón                | Final Resultado | Subcampeón             | Tercer lugar           | Resultado      | Cuarto lugar           |
| ------------------------------------ | ---------------- | ---------------------- | --------------- | ---------------------- | ---------------------- | -------------- | ---------------------- |
| Campeonato de Fútbol Playa de la AFC |                  |                        |                 |                        |                        |                |                        |
| 2006 Detalle                         | Dubái            | Baréin                 | 5:3             | Japón                  | Irán                   | 6:4            | China                  |
| 2007 Detalle                         | Dubái            | Emiratos Árabes Unidos | 4:3             | Japón                  | Irán                   | 6:0            | Baréin                 |
| 2008 Detalle                         | Dubái            | Emiratos Árabes Unidos | 4:3             | Japón                  | Irán                   | 4:1            | China                  |
| 2009 Detalle                         | Dubái            | Japón                  | 4:2             | Baréin                 | Omán                   | 1:1 (2-1 pen.) | Irán                   |
| 2011 Detalle                         | Muscat           | Japón                  | 2:1             | Omán                   | Irán                   | 6:2            | Emiratos Árabes Unidos |
| 2013 Detalle                         | Doha             | Irán                   | 6:6 (5-4 pen.)  | Japón                  | Emiratos Árabes Unidos | 3:2            | Australia              |
| 2015 Detalle                         | Doha             | Omán                   | 1:1 (3-2 pen.)  | Japón                  | Irán                   | 8:3            | Líbano                 |
| 2017 Detalle                         | Kuala Terengganu | Irán                   | 7:2             | Emiratos Árabes Unidos | Japón                  | 6:3            | Líbano                 |
| 2019 Detalle                         | Pattaya          | Japón                  | 2:2 (3-1 pen.)  | Emiratos Árabes Unidos | Omán                   | 2:2 (2-1 pen.) | Palestina              |
| Copa Asiática de Fútbol Playa        |                  |                        |                 |                        |                        |                |                        |
| 2021 Detalle                         | Pattaya          | Cancelado              | Cancelado       | Cancelado              | Cancelado              | Cancelado      | Cancelado              |
| 2023 Detalle                         | Pattaya          | Irán                   | 6:0             | Japón                  | Omán                   | 4:2            | Emiratos Árabes Unidos |
| 2025 Detalle                         | Pattaya          | Irán                   | 8:1             | Omán                   | Japón                  | 3:1            | Arabia Saudita         |

## Títulos por país
En cursiva, los años en que el equipo logró dicha posición como local.
| País                   | Campeón                    | Subcampeón                             | Tercer lugar                     | Cuarto lugar   |
| ---------------------- | -------------------------- | -------------------------------------- | -------------------------------- | -------------- |
| Irán                   | 4 (2013, 2017, 2023, 2025) | -                                      | 5 (2006, 2007, 2008, 2011, 2015) | 1 (2009)       |
| Japón                  | 3 (2009, 2011, 2019)       | 6 (2006, 2007, 2008, 2013, 2015, 2023) | 2 (2017, 2025)                   | -              |
| Emiratos Árabes Unidos | 2 (2007, 2008)             | 2 (2017, 2019)                         | 1 (2013)                         | 2 (2011, 2023) |
| Omán                   | 1 (2015)                   | 2 (2011, 2025)                         | 3 (2009, 2019, 2023)             | -              |
| Baréin                 | 1 (2006)                   | 1 (2009)                               | -                                | 1 (2007)       |
| China                  | -                          | -                                      | -                                | 2 (2006, 2008) |
| Líbano                 | -                          | -                                      | -                                | 2 (2015, 2017) |
| Australia              | -                          | -                                      | -                                | 1 (2013)       |
| Palestina              | -                          | -                                      | -                                | 1 (2019)       |
| Arabia Saudita         | -                          | -                                      | -                                | 1 (2025)       |

## Tabla general
- Actualizado a la edición 2023.

| Pos. | Selección              | Part. | PJ | G  | G+ | GP | D  | GF  | GC  | Dif  | Pts |
| ---- | ---------------------- | ----- | -- | -- | -- | -- | -- | --- | --- | ---- | --- |
| 1    | Japón                  | 10    | 49 | 35 | 1  | 2  | 11 | 261 | 124 | +137 | 109 |
| 2    | Irán                   | 10    | 47 | 33 | 1  | 1  | 12 | 279 | 123 | +156 | 102 |
| 3    | Emiratos Árabes Unidos | 9     | 42 | 30 | 0  | 1  | 11 | 178 | 116 | +82  | 91  |
| 4    | Omán                   | 7     | 34 | 23 | 0  | 4  | 7  | 148 | 80  | +68  | 73  |
| 5    | Baréin                 | 9     | 39 | 20 | 1  | 2  | 16 | 129 | 122 | +7   | 64  |
| 6    | China                  | 10    | 39 | 12 | 0  | 2  | 25 | 112 | 171 | –59  | 38  |
| 7    | Líbano                 | 5     | 21 | 8  | 1  | 0  | 12 | 88  | 71  | +17  | 26  |
| 8    | Palestina              | 3     | 14 | 7  | 1  | 0  | 6  | 48  | 52  | –8   | 23  |
| 9    | Tailandia              | 5     | 16 | 5  | 0  | 0  | 11 | 40  | 57  | –17  | 15  |
| 10   | Uzbekistán             | 6     | 21 | 5  | 0  | 0  | 16 | 72  | 94  | –22  | 15  |
| 11   | Afganistán             | 4     | 15 | 4  | 1  | 0  | 10 | 48  | 58  | –10  | 14  |
| 12   | Australia              | 2     | 8  | 3  | 0  | 1  | 4  | 25  | 24  | +1   | 10  |
| 13   | Kuwait                 | 4     | 13 | 3  | 0  | 1  | 9  | 44  | 61  | –17  | 10  |
| 14   | Irak                   | 5     | 15 | 2  | 1  | 1  | 11 | 41  | 83  | –42  | 9   |
| 15   | Arabia Saudita         | 2     | 8  | 2  | 0  | 1  | 5  | 23  | 36  | –13  | 7   |
| 16   | Malasia                | 3     | 12 | 2  | 0  | 0  | 10 | 33  | 72  | –39  | 6   |
| 17   | Laos                   | 1     | 3  | 1  | 0  | 0  | 2  | 11  | 21  | –10  | 3   |
| 18   | Catar                  | 4     | 14 | 1  | 0  | 0  | 13 | 30  | 85  | –55  | 3   |
| 19   | Vietnam                | 1     | 3  | 0  | 0  | 0  | 3  | 11  | 14  | –3   | 0   |
| 20   | India                  | 1     | 2  | 0  | 0  | 0  | 2  | 5   | 10  | –5   | 0   |
| 21   | Siria                  | 1     | 3  | 0  | 0  | 0  | 3  | 6   | 19  | –13  | 0   |
| 22   | Kirguistán             | 2     | 6  | 0  | 0  | 0  | 6  | 12  | 40  | –28  | 0   |
| 23   | Indonesia              | 2     | 6  | 0  | 0  | 0  | 6  | 10  | 42  | –32  | 0   |
| 24   | Filipinas              | 3     | 9  | 0  | 0  | 0  | 9  | 13  | 90  | –77  | 0   |

## Desempeño
| AñosEquipos            | 2006 (6) | 2007 (6) | 2008 (6) | 2009 (7) | 2011 (11) | 2013 (16) | 2015 (14) | 2017 (12) | 2019 (15) | 2023 (16) | 2025 (16) | Parts. |
| ---------------------- | -------- | -------- | -------- | -------- | --------- | --------- | --------- | --------- | --------- | --------- | --------- | ------ |
| Afganistán             | ×        | ×        | ×        | ×        | ••        | 11º       | ×         | 6º        | 12º       | 13º       | 16º       | 5      |
| Australia              | ×        | ×        | ×        | 5º       | ×         | 4º        | ×         | ×         | ×         | ×         | ×         | 2      |
| Baréin                 | 1º       | 4º       | ×        | 2º       | 6º        | 9º        | 7º        | 5º        | 6º        | 6º        | 8º        | 10     |
| China                  | 4º       | 5º       | 4º       | 7º       | 5º        | 7º        | 6º        | 12º       | 9º        | 7º        | 12º       | 11     |
| India                  | ×        | 6º       | ×        | ×        | ×         | ×         | ×         | ×         | ×         | ×         | 15º       | 2      |
| Indonesia              | ×        | ×        | ×        | ×        | 11º       | ×         | ×         | ×         | ×         | 16º       | 11º       | 3      |
| Irán                   | 3º       | 3º       | 3º       | 4º       | 3º        | 1º        | 3º        | 1º        | 7º        | 1º        | 1º        | 11     |
| Irak                   | ×        | ×        | ×        | ×        | 9º        | 10º       | 12º       | 9º        | 13º       | ×         | 14º       | 6      |
| Japón                  | 2º       | 2º       | 2º       | 1º       | 1º        | 2º        | 2º        | 3º        | 1º        | 2º        | 3º        | 11     |
| Kuwait                 | ×        | ×        | ×        | ×        | 10º       | ×         | 9º        | ×         | 11º       | 8º        | 14º       | 5      |
| Kirguistán             | ×        | ×        | ×        | ×        | ×         | ×         | ×         | ×         | 15º       | 14º       | ×         | 2      |
| Laos                   | ×        | ×        | ×        | ×        | ×         | ×         | 10º       | ×         | ×         | ×         | ×         | 1      |
| Líbano                 | ×        | ×        | ×        | ×        | ×         | 8º        | 4º        | 4º        | 5º        | 10º       | 7º        | 6      |
| Malasia                | ×        | ×        | ×        | ×        | ×         | ×         | ×         | 8º        | 8º        | 15º       | 10º       | 4      |
| Omán                   | ×        | ×        | ×        | 3º       | 2º        | 5º        | 1º        | 7º        | 3º        | 3º        | 2º        | 8      |
| Palestina              | ×        | ×        | ×        | ×        | ••        | 6º        | ••        | ×         | 4º        | 11º       | ×         | 3      |
| Filipinas              | 6º       | ×        | 6º       | ×        | ×         | 16º       | ×         | ×         | ×         | ×         | ×         | 3      |
| Catar                  | ×        | ×        | ×        | ×        | ••        | 15º       | 14º       | 11º       | 14º       | ×         | ×         | 4      |
| Arabia Saudita         | ×        | ×        | ×        | ×        | ×         | 12º       | ×         | ×         | ×         | 9º        | 4º        | 3      |
| Siria                  | ×        | ×        | ×        | ×        | 8º        | ×         | ×         | ×         | ×         | ×         | ×         | 1      |
| Tailandia              | ×        | ×        | ×        | ×        | ×         | 13º       | 13º       | 10º       | 10º       | 5º        | 5º        | 6      |
| Emiratos Árabes Unidos | 5º       | 1º       | 1º       | ×        | 4º        | 3º        | 5º        | 2º        | 2º        | 4º        | 6º        | 10     |
| Uzbekistán             | ×        | ×        | 5º       | 6º       | 7º        | 14º       | 8º        | ••        | ×         | 12º       | ×         | 6      |
| Vietnam                | ×        | ×        | ×        | ×        | ×         | ×         | 11º       | ×         | ×         | ×         | 13º       | 2      |

### Simbología
| - 1º – Campeón - 2º – Finalista - 3º – 3º Lugar - 4º – 4º Lugar - 5º-16º – Quinto al decimosexto lugar | - × – No participó - •• – Participó pero se retiró - q – Clasificado - – Anfitrión |

## Participación en los Mundiales
| Equipos \ Años         | 2005* | 2006 | 2007 | 2008 | 2009 | 2011 | 2013 | 2015 | 2017 | 2019 | 2021* | 2023 | 2025 | Total |
| ---------------------- | ----- | ---- | ---- | ---- | ---- | ---- | ---- | ---- | ---- | ---- | ----- | ---- | ---- | ----- |
| Baréin                 |       | QF   |      |      | R1   |      |      |      |      |      |       |      |      | 2     |
| Irán                   |       | R1   | R1   | R1   |      | R1   | QF   | QF   | 3º   |      |       | 3º   | Q    | 9     |
| Japón                  | 4º    | QF   | R1   | R1   | QF   | R1   | QF   | QF   | R1   | 4º   | 2º    | QF   | Q    | 13    |
| Omán                   |       |      |      |      |      | R1   |      | R1   |      | R1   | R1    | R1   | Q    | 6     |
| Tailandia              | R1    |      |      |      |      |      |      |      |      |      |       |      |      | 1     |
| Emiratos Árabes Unidos |       |      | R1   | R1   | R1   |      | R1   |      | R1   | R1   | R1    | QF   |      | 8     |

- En 2005 y 2021 no fueron realizadas clasificatoria de la AFC para la Copa Mundial de la FIFA y se seleccionaron equipos para representar a la AFC (2005: Japón y Tailandia; 2021: Omán, Japón y Emiratos Árabes)

### Simbología
| - 1º – Campeón - 2º – Finalista - 3º – 3º Lugar - 4º – 4º Lugar | - QF – Cuartos de Final - R1 – Fase de grupos - q – Clasificado - – Anfitrión |

## Premios y reconocimientos
| Año  | Goleador                             | Gls | Mejor jugador        | Mejor portero     | Fair play              | Ref.                                                   |
| ---- | ------------------------------------ | --- | -------------------- | ----------------- | ---------------------- | ------------------------------------------------------ |
| 2006 | Takeshi Kawaharazuka                 | 9   | Abdullah Omar        | Hamed Ghorbanpour | No otorgado            | Archivado el 19 de octubre de 2020 en Wayback Machine. |
| 2007 | Farid Boulokbashi                    |     | Bakhit Alabadla      | Mohamed Al Mazam  | No otorgado            |                                                        |
| 2008 | Shusei Yamauchi                      | 12  | Rami Al Mesaabi      | Shingo Terukina   | No otorgado            |                                                        |
| 2009 | Moslem Mesigar                       |     | Yaqoob Al Nesuf      | Tomoya Ginoza     | No otorgado            | Archivado el 13 de febrero de 2021 en Wayback Machine. |
| 2011 | Takeshi Kawaharazuka Ishaq Al-Qassmi | 8   | Yahya Al Araimi      | Shingo Terukina   | No otorgado            |                                                        |
| 2013 | Moslem Mesigar                       | 11  | Ozu Moreira          | Simon Jaeger      | No otorgado            |                                                        |
| 2015 | Takasuke Goto                        | 8   | Ozu Moreira          | Peyman Hosseini   | No otorgado            |                                                        |
| 2017 | Mohammadali Mokhtari                 | 12  | Mohammadali Mokhtari | No otorgado       | Irán                   |                                                        |
| 2019 | Ozu Moreira                          | 9   | Ozu Moreira          | No otorgado       | Emiratos Árabes Unidos |                                                        |
| 2023 | Takuya Akaguma                       | 11  | Moslem Mesigar       | Mahdi Mirjalili   | Omán                   |                                                        |
| 2025 | Ali Mirshekari                       | 12  | Ali Mirshekari       | Mahdi Mirjalili   |                        | [ ]                                                    |

1. ↑  Desde 2017 no se otorga el premio al mejor portero. Sin embargo, los porteros elegidos para el equipo del torneo pueden ser considerados como los mejores porteros de facto de estos años.